# CAIG Wing Loong
Wing Loong је кинеска беспилотна летелица коју је развила компанија кинеска Chengdu Aircraft Corporation (Chengdu Aircraft Industry Group),скраћено CAIG. Летелица је намењена извиђању, борбеним задацима, чак постоје и верзије за цивилне сврхе. БПЛ има способност, осматрања дању и ноћу, преносе координате циљева, управљају артиљеријском ватром, и могућност навођена ласерских вођених ракета и бомба. Један систем БПЛ се састоји од 3 дрона, земаљске станице и удаљеног видео терминала.

## Варијанте

### Pterosaur I
Pterosaur I је прва верзија из фамилије Wing Loong,програм конструисања и развоја почео је током 2005,док је прво полетање извршено у октобру 2007. 

### Sky Saker
Sky Saker је беспилотна летелица која је првенствено намењена извозу,њу је развила кинеска компанија Norinco.

### Wing Loong I
Wing Loong I или (Yilong I,Pterodactyl I),први пут је приказана 2007 уједно и тестирана,њен развој је трајао нешто мање од две године,тачније започет је 2005.

#### Карактеристике Wing Loong I (Yilong I, Pterodactyl I)
Основне карактеристике:
- Безпосадна летелица која се управља на даљину из земаљске контролне станице.
- Дужина: 9,05 метара.
- Висина: 2,77 метара
- Распон крила: 14 метара.
- Укупна тежина:1100кг.

Перформансе
- Максимална брзина: 280км/ч.
- Максималан досег: око 4000км.
- Максималан вертикални лет до 5000 метара.
- Максимални временски лет у ваздуху је до 20 часова.

### Wing Loong II
Прво јавно приказивање ове верзије је приказано у новембру 2016 године,на ваздухопловном сајму Airshow China 2016. За разлику од Wing Loong I, Wing Loong II представља већу односно тежу летелицу од своје старије верзије.

#### Карактеристике Wing Loong II (Yilong II, Pterodactyl II)
Основне карактеристике:
- Безпосадна летелица која се управља на даљину из земаљске контролне станице.
- Дужина: 11 метара.
- Висина: 4,1 метар.
- Распон крила: 20,5 метара.

Перформансе
- Максимална брзина летелице је 370км/ч.
- Максимална полетна маса 4,2 тоне.
- Максимална носивост терета на спољашњим носачима (6 носача) износи 480кг.
- Долет је до 4000км.
- Пренос података (LOS) у опсегу до 200km.
- Врхунац вертикалног лета је до 9000 метара.
- Максимални временски лет у ваздуху је до 20 часова.

#### Наоружање
Беспилотна летелица ће моћи на својих 6 носача носити различите врсте убојних средства попут:
- Против оклопне ракете HJ-10.
- Ракете ваздух - земља BA-7 и AR-1.
- Малогабаритне вођене бомбе LS-6 која има масу од 50кг.
- Ласерски вођене бомбе YZ-212.
- Против пешадијске бомбе YZ-102A.

### WJ-1
Беспилотна летелица приказана 2014 , на сајму Airshow China 2014. WJ-1 наоружана платформа односно летелица која у себи нема интегрисану опрему за нишањење.

### GJ-1
Беспилотна летелица такође је приказана 2014 , на сајму Airshow China 2014 заједно са WJ-1. За разлику од WJ-1 ова наоружана борбена платформа односно беспилотна летелица,је комплетно опремљена и поседује опрему за самостално нишањење односно озрачење циљева.

### Wing Loong ID
У фази развоја,и завршног тестирања,овај модел представља даље усавршавање старије верзије Wing Loong I,која има побољшане аеродинамичне способности,мотор који омогућава већу узлетну тежину,као и побољшања у виду летења на много већој висини и издржљивости БПЛ.Урађене су и додатне надоградње у комуникационом делу,као и интерни и екстерни носачи. 
Карактеристике Wing Loong ID.
- Дужина летелице износи: 8,7 метара.
- Висина летелице износи: 3,2 метара.
- Распон крила је: 17,6 метара.
- Максимална носивост терета на спољашњим носачима око 400к,док су информације о унутрашњој носивости непознате.
- Максимална брзина летелице је 280км/ч.
- Максимални временски лет у ваздуху је око 35 часова.

## Борбена употреба

### Египат
Египат односно,египатска војска је током марта 2017. године током масовних ваздушних напада употребио Wing Loong I у борби против радикалних исламиста на подручју Северног Синаја,тачније у градовима Ариш,Рафа, и Шеик Зувеид,том приликом је уништено и елиминисано 18 терориста,као и доста утврђена,покретних мета у виду различитих возила.

## Удеси
- У Пакистану, 20.06.2016 догодио се удес летелице Wing Loong I,током експерименталног лета,није било повређених,и причињена је мала материјална штета.[5][6][7][8][6]

## Корисници
- Кина - Све верзије Wing Loong-а.
- Египат - Wing Loong I.[9][10][11]
- Индонезија - 2017. године потписан уговор о испоруци 4 беспилотне летелице Wing Loong I,испорука најављена током 2018.[12][12]
- Казахстан - Две беспилотне летелице Wing Loong I.[13]
- Нигерија - Wing Loong I.[9]
- Пакистан - Wing Loong I,Пакистан ће произвести 48 Wing Loong II за своју армију,у сарадњи са Кином.[14][15]
- Саудијска Арабија - Саудијска Арабија је током 2014 купила непознат број беспилотних летелица Pterodactyl I. Саудијска Арабија је купила лиценцу односно фабрику за производњу 300 беспилотних летелица Wing Loong II. [16]
- Уједињени Арапски Емирати - Wing Loong II.[9][17]
- Узбекистан - Wing Loong I.

### Будући корисници
- Србија - Наручено 6 Wing Loong I (две летелице комплетно наоружане кинеским наоружањем), у септембру 2018, незванично склапаће се у Србији.[18][19][20][18][21]